# FC Porto
A Futebol Clube do Porto (röviden FC Porto) Portugália egyik legismertebb és legsikeresebb labdarúgócsapata. A 2003–04-es szezonban megnyerte a Bajnokok Ligája sorozatot, legutóbb pedig a bajnokság mellett a 2010–11-es Európa-ligát.

## Sikerek

### Hazai tornák
- Portugál első osztály (Primeira Liga)

Bajnok (30): 1934–35, 1938–39, 1939–40, 1955–56, 1958–59, 1977–78, 1978–79, 1984–85, 1985–86, 1987–88, 1989–90, 1991–92, 1992–93, 1994–95, 1995–96, 1996–97, 1997–98, 1998–99, 2002–03, 2003–04, 2005–06, 2006–07, 2007–08, 2008–09, 2010–11, 2011-12, 2012-13, 2017–18, 2019–20, 2021–22
- Portugál kupa (Taça de Portugal)

Győztes (20): 1955–56, 1957–58, 1967–68, 1976–77, 1983–84, 1987–88, 1990–91, 1993–94, 1997–98, 1999–2000, 2000–01, 2002–03, 2005–06, 2008–09, 2009–10, 2010–11, 2019–20, 2021–22, 2022–23, 2023–24
- Portugál ligakupa (Taça da Liga)

Győztes (1): 2022–2023
- Portugál szuperkupa (Supertaça Cândido de Oliveira)

Győztes (24): 1981, 1983, 1984, 1986, 1990, 1991, 1993, 1994, 1996, 1998, 1999, 2001, 2003, 2004, 2006, 2009, 2010, 2011, 2012, 2013, 2018, 2020, 2022, 2024

### Nemzetközi kupák
- BEK/Bajnokok Ligája

Győztes (2): 1986–87, 2003–04
- UEFA-kupa/Európa-liga

Győztes (2): 2002–03, 2010–11
- UEFA-szuperkupa

Győztes (1): 1987
- Interkontinentális kupa

Győztes (2): 1987, 2004

### Egyéb címek
- 30-szoros Városi bajnok:  1915, 1916, 1917, 1919, 1920, 1921, 1922, 1923, 1924, 1925, 1926, 1927, 1928, 1929, 1930, 1931, 1932, 1933, 1934, 1935, 1936, 1937, 1938, 1939, 1941, 1943, 1944, 1945, 1946, 1947
- 14-szeres Honour-kupa győztes:  1916, 1917, 1948, 1957, 1958, 1960, 1961, 1962, 1963, 1964, 1965, 1966, 1981, 1984
- 1-szeres Liga Intercalar győztes: 2009
- 1-szeres Ibéria-kupa győztes: 1935
- 1-szeres Teresa Herrera-kupa győztes:  1991

## Játékosok

### Jelenlegi keret
Utolsó módosítás: 2024. december 30.
A vastaggal jelzett játékosok felnőtt válogatottsággal rendelkeznek.
A dőlttel jelzett játékosok kölcsönben szerepelnek a klubnál.
| Mezszám                | Név                                     | Nemzetiség      | Születési hely         | Születési idő (kor)            | Korábbi csapat                   | Érték(€)   | Szerződés lejárta |
| Kapusok                | Kapusok                                 | Kapusok         | Kapusok                | Kapusok                        | Kapusok                          | Kapusok    | Kapusok           |
| ---------------------- | --------------------------------------- | --------------- | ---------------------- | ------------------------------ | -------------------------------- | ---------- | ----------------- |
| 14                     | Cláudio Ramos                           | POR             | Viseu                  | 1991. november 16. (33 éves)   | CD Tondela                       | 1 000 000  | 2027.06.30.       |
| 94                     | Samuel Portugal                         | BRA             | Teixeira de Freitas    | 1994. március 29. (30 éves)    | Portimonense SC                  | 1 500 000  | 2027.06.30.       |
| 99                     | Diogo Costa                             | POR · Svájc     | Rothrist               | 1999. szeptember 19. (25 éves) | Utánpótlásból került fel         | 40 000 000 | 2027.06.30.       |
| Védők                  |                                         |                 |                        |                                |                                  |            |                   |
| 3                      | Tiago Djaló (kölcsönben a Juventustól)  | POR · GNB       | Amadora                | 2000. április 9. (24 éves)     | Juventus FC                      | 12 000 000 | 2025.06.30.       |
| 4                      | Otávio                                  | POR · BRA       | João Pessoa            | 1995. február 9. (30 éves)     | Vitória SC                       | 12 000 000 | 2025.06.30.       |
| 5                      | Iván Marcano                            | SPA             | Santander              | 1987. június 23. (37 éves)     | AS Roma                          | 200 000    | 2025.06.30.       |
| 12                     | Zaidu                                   | NGR             | Lagos                  | 1997. június 13. (27 éves)     | CD Santa Clara                   | 3 000 000  | 2027.06.30.       |
| 18                     | Wendell                                 | BRA             | Fortaleza              | 1993. július 20. (31 éves)     | Bayer 04 Leverkusen              | 4 500 000  | 2025.06.30.       |
| 23                     | João Mário                              | POR             | São João da Madeira    | 2000. január 3. (25 éves)      | Utánpótlásból került fel         | 14 000 000 | 2027.06.30.       |
| 24                     | Nehuén Pérez (kölcsönben az Udinesetől) | ARG             | Hurlingham             | 2000. június 24. (24 éves)     | Udinese Calcio                   | 13 000 000 | 2025.06.30.       |
| 52                     | Martim Fernandes                        | POR             | Valongo                | 2006. január 18. (19 éves)     | Utánpótlásból került fel         | 8 000 000  | 2028.06.30.       |
| 74                     | Francisco Moura                         | POR             | Braga                  | 1999. augusztus 16. (25 éves)  | FC Famalicão                     | 8 000 000  | 2029.06.30.       |
| 84                     | Martim Cunha                            | POR             | Vila Nova de Famaliçao | 2007. február 28. (18 éves)    | Utánpótlásból került fel         | 650 000    | 2028.06.30.       |
| 97                     | Zé Pedro                                | POR             | Guimarães              | 1997. június 6. (27 éves)      | CD Estrela                       | 3 000 000  | 2027.06.30.       |
| Középpályások          |                                         |                 |                        |                                |                                  |            |                   |
| 6                      | Stephen Eustáquio                       | CAN · POR       | Leamington             | 1996. december 21. (28 éves)   | FC Paços de Ferreira             | 11 000 000 | 2027.06.30.       |
| 8                      | Marko Grujić                            | SRB             | Belgrád                | 1996. április 13. (28 éves)    | Liverpool FC                     | 5 000 000  | 2026.06.30.       |
| 10                     | Fábio Vieira (kölcsönben az Arsenaltól) | BRA             | Santa Maria da Feira   | 2000. május 30. (24 éves)      | Arsenal FC                       | 22 000 000 | 2025.06.30.       |
| 15                     | Vasco Sousa                             | POR             | Penafiel               | 2003. április 3. (21 éves)     | Utánpótlásból került fel         | 5 000 000  | 2027.06.30.       |
| 16                     | Nico González                           | SRB             | A Coruña               | 2002. január 3. (23 éves)      | FC Barcelona                     | 18 000 000 | 2028.06.30.       |
| 17                     | Iván Jaime                              | ESP             | Lisszabon              | 2000. szeptember 26. (24 éves) | FC Famalicão                     | 7 000 000  | 2028.06.30.       |
| 20                     | André Franco                            | POR             | Lisszabon              | 1998. április 12. (26 éves)    | GD Estoril Praia                 | 2 500 000  | 2027.06.30.       |
| 22                     | Alan Varela                             | ARG             | Isidro Casanova        | 2001. július 4. (23 éves)      | CA Boca Juniors                  | 35 000 000 | 2028.06.30.       |
| 86                     | Rodrigo Mora                            | POR             | Porto                  | 2007. május 5. (17 éves)       | Utánpótlásból került fel         | 10 000 000 | 2027.06.30        |
| Támadók                |                                         |                 |                        |                                |                                  |            |                   |
| 9                      | Samu Omorodion                          | ESP · NGA       | Melilla                | 2004. május 5. (20 éves)       | Atlético de Madrid               | 50 000 000 | 2029.06.30.       |
| 11                     | Pepê                                    | BRA · olasz     | Foz do Iguaçu          | 1997. február 24. (28 éves)    | Grêmio Foot-Ball Porto Alegrense | 27 000 000 | 2027.06.30.       |
| 13                     | Galeno                                  | BRA · POR       | Barro do Corda         | 1997. október 21. (27 éves)    | SC Braga                         | 27 000 000 | 2028.06.30.       |
| 19                     | Danny Namaso                            | angol · Kamerun | Reading                | 2000. augusztus 28. (24 éves)  | Utánpótlásból került fel         | 5 000 000  | 2028.06.30.       |
| 27                     | Deniz Gül                               | török · SWE     | Stockholm              | 2004. július 2. (20 éves)      | Hammarby TFF                     | 4 500 000  | 2029.06.30.       |
| 70                     | Gonçalo Borges                          | POR             | Lisszabon              | 2001. március 29. (23 éves)    | Utánpótlásból került fel         | 4 000 000  | 2027.06.30.       |
|                        | Gabriel Veron                           | BRA             | Assu                   | 2002. szeptember 3. (22 éves)  | Cruzeiro EC                      | 7 000 000  | 2027.06.30        |
| Kölcsönadott játékosok |                                         |                 |                        |                                |                                  |            |                   |
| Név                    | Poszt                                   | Nemzetiség      | Születési hely         | Születési idő (kor)            | Kölcsönben itt                   | Érték (€)  | Kölcsön lejárta   |
| Fábio Cardoso          | védő                                    | POR             | Porto                  | 1999. január 23. (26 éves)     | El-Ajn FC                        | 3 500 000  | 2025.06.30.       |
| Romário Baró           | középpályás                             | POR · GNB       | Bissau                 | 2000. január 25. (25 éves)     | FC Basel                         | 3 000 000  | 2025.06.30.       |
| Francisco Conceição    | támadó                                  | POR             | Coimbra                | Sablon:Életkor-élo-dátummal    | Juventus FC                      | 36 000 000 | 2025.06.30        |
| Fran Navarro           | támadó                                  | ESP             | Valencia               | 1998. február 3. (27 éves)     | SC Braga                         | 8 000 000  | 2026.06.30.       |

### Magyar játékosok a klubban
- Buzsáky Ákos
- Fehér Miklós
- Lipcsei Péter
- Sárosi Béla
- Szabó József